# Ranulfo Cortés
Ranulfo Cortés (1934. július 9. – 1994. április 3.) válogatott mexikói labdarúgócsatár.

## Pályafutása
Karrierjéről kevés információ áll rendelkezésre, az egyetlen biztos információ klubcsapataival kapcsolatban, hogy játszott az Oróban.
Tagja volt az 1954-es világbajnokságon szereplő mexikói válogatottnak, azonban sem itt, sem később nem lépett pályára a nemzeti csapatban.